# インペリア
インペリア（イタリア語: Imperia ( 音声ファイル)）は、イタリア共和国リグーリア州の都市で、その周辺地域を含む人口約4万2000人の基礎自治体（コムーネ）。インペリア県の県都である。

## 地理

### 位置・広がり
インペリア東部に位置するコムーネで、南にリグリア海に面する。インペリアの市街は、ニースの東北東約66km、州都ジェノヴァの南西約92kmに位置する。

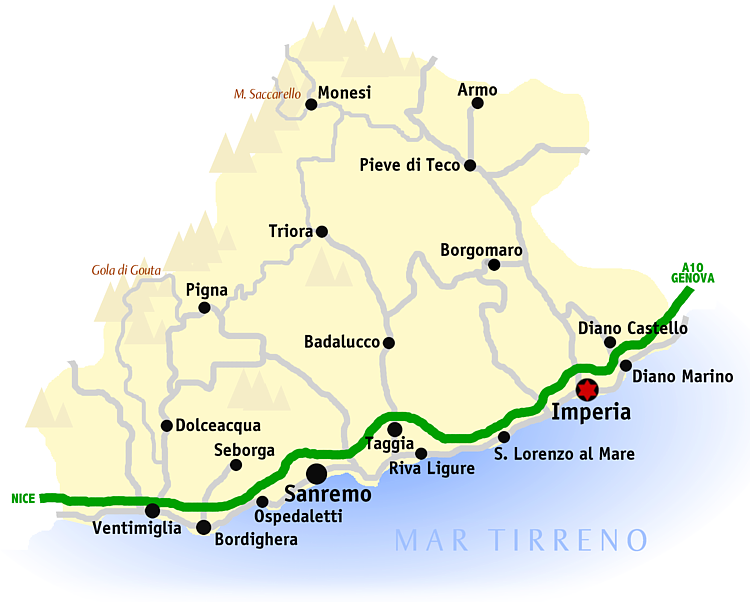
インペリア県概略図

#### 隣接コムーネ
隣接するコムーネは以下の通り。
- チヴェッツァ
- ディアーノ・アレンティーノ
- ディアーノ・カステッロ
- ディアーノ・マリーナ
- ドルチェード
- ポンテダッシオ
- サン・ロレンツォ・アル・マーレ
- ヴァージア

### 地震分類
イタリアの地震リスク階級 (it) では、2 に分類される
。

## 歴史
インペリアは1923年10月21日、オネッリア、ポルト・マウリツィオとその隣接する村々であるPiani、Caramagna Ligure、Castelvecchio di Santa Maria Maggiore、Borgo Sant'Agata、Costa d'Oneglia、Poggi、Torrazza、Moltedo、Montegrazieの合併により誕生した。

## 行政

### 行政区画
インペリアには、以下の分離集落（フラツィオーネ）がある。
- Artallo, Borgo d'Oneglia, Cantalupo, Caramagna Ligure, Caramagnetta, Clavi, Costa d'Oneglia, Massabovi, Moltedo, Montegrazie, Oliveto, Piani, Poggi, Borgo Sant'Agata, Torrazza, Castelvecchio

## 人物

### 著名な出身者
- エドモンド・デ・アミーチス - 19-20世紀の作家。オネッリア生まれ。
- ジュリオ・ナッタ - 20世紀の化学者、ノーベル化学賞受賞者。
- ルチアーノ・ベリオ - 20-21世紀の作曲家。
- ダヴィデ・マッサ - 21世紀のサッカー審判員。
- ユリコタイガー - 21世紀の日本で活動するコスプレイヤー、タレント。サヴォーナ生まれ。

## 姉妹都市
- ニューポート（アメリカ合衆国ロードアイランド州）
- ロサリオ（アルゼンチン）
- フリードリヒスハーフェン（ドイツ）
- ムジェーヴ（フランス）